# Sasha Lazin
Alexander Lazin (Rusia: Александр Лазин, nacido en Krasnoyarsk, Rusia, 1999), más conocido como Sasha Lazin es un cantante de Rusia. 
Lazin ha formado durante mucho tiempo un dúo vocal con Liza Drozd. En 2010, ganaron el festival "Moscú - Transit Kansk y Petushok Zolotoy" en Nizhny Tagil con la canción "Boy and Girl". Con esta canción se unieron a la ronda de clasificación rusa para el Festival de Eurovisión Junior. Otra vez con éxito, ya que volvió a ganar, por lo que pudieron representar a Rusia en el Festival de Eurovisión Junior 2010. Lo hicieron de nuevo con la canción "Boy and Girl". 
Lazin y Drozd estuvieron muy cerca de la victoria. Terminaron en 2ª posición a sólo un punto por detrás del ganador Vladimir arzumanyan de Armenia. 
Lazin junto a su carrera como cantante, también hace teatro, y ya había actuado en The Little Prince, The Prince and the Pauper y Zoykina Kvartira. 
- Datos: Q607957